# Río Urculu
El río Urculu (en euskera, Urkulu) es un río del norte de la península ibérica que discurre por el sur de Guipúzcoa, España. 

## Curso
Nace en la sierra de Elgea, en el interior del monte Arbe, de ahí el nombre de arroyo Arbe en la cima. Luego desciende por los terrenos del barrio de Goroeta de Aretxabaleta con fuerte pendiente hasta el collado de Urkulu. Por debajo del embalse de Urculu, toma el nombre del arroyo Txaeta. Desemboca en el río Oñate en la localidad de Zubillaga de municipio de Oñate.